# ضربان‌های دوگوشی
ضربان‌های دوگوشی یا آهنگ‌های دوگوشی مصنوعات پردازشی صوتی یا اصوات آشکار هستند که به واسطه یک محرک فیزیکی خاص ایجاد می‌شوند. این اثر اولین بار در سال ۱۸۹۳ توسط هنریش ویلهلم داو کشف شد و در اواخر قرن بیستم به خاطر ادعاهایی که از جانب جوامع درمانی جایگزین در مورد اینکه این امواج می‌توانند باعث تلقین آرامش، خلاقیت و سایر وضعیت‌های ذهنی مطلوب بشوند، توجه عمومی بیشتری را به خود جذب کردند. اثری که روی امواج مغزی گذاشته می‌شود به تفاوت فرکانس هر آوا بستگی دارد به عنوان نمونه اگر در یک گوش ۳۱۰ هرتز و در گوش دیگر ۳۰۰ هرتز نواخته شود. ضربان دوگوشی فرکانسش ۱۰ هرتز خواهد بود.